# ボール (腕時計)

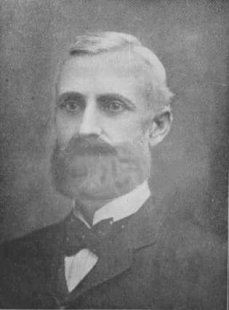
ウェブスター・クレイ・ボール

ウェブスター・クレイ・ボール (1847年10月6日 – 1922年3月6日)は、オハイオ州フレデリックタウン生まれの宝石商であり、ボール・ウォッチの創業者である。 1883年に標準時が導入され、ワシントンの海軍天文台によって時報が行われるようになると、ボールはこの時報を利用して時刻を合わせ、クリーブランドに正確な時間を導入した最初の宝石商となった。
また、ボールによって構築された公式鉄道時計の基準は、多岐にわたって非常に厳格に定められていた。時計としての精度、鉄道員の労働環境にも耐えうる耐衝撃性能、5姿勢での精度調整、瞬時の視認性を確保するためにアラビア数字を用いることなどである。また、全ての時計に対して年2回の定期検査を実施した。
この検査システムは、やがて全米の75パーセント、12万5000マイル以上、さらにはカナダ、メキシコに及ぶ広範囲で適用となった。1921年10月21日、アメリカ時計協会はこの功績を称えた。

## 略歴
- 1847年10月6日 - のちにボール ウォッチ･カンパニーの創業者となるウェブスター・クレイ・ボールがオハイオ州フレデリックタウンにて誕生。
- 1879年 - ウェブ・C.ボール・ジュエリーショップを設立。
- 1883年 - ウェブ・C.ボール、ワシントンD.C.の天文台から送られてくる時報をクリーブランドで初めて利用した宝飾店となる。
- 1888年 - ウェブ・C.ボール、クリーブランドおよびピッツバーグ地区の主任時計検査官に任命される。
- 1890年 - ウェブ・C.ボール、シンシナティ鉄道の時計検査官に任命される。
- 1891年4月19日 - オハイオ州キプトンで、鉄道員の所持していた懐中時計の遅れを原因とする鉄道事故が発生。
- 1891年7月19日 - ウェブ・C.ボール、湖岸鉄道の監督検査官に任命される。鉄道員が所持するにふさわしい正確性を備えた公式鉄道時計の検査システムを確立。
- 1891年10月 - ウェブ・C.ボール・ジュエリーショップが会社組織となり、ウェブ・C.ボール株式会社が設立される。
- 1894年 - ウェブ・C.ボール株式会社が時計供給のための組織づくりを始める。
- 1896年 - ムーブメントのプレートの配置、精密緩急調整装置、ひげゼンマイ持ち、独特のアラビア数字で特許を取得。
- 1897年11月 - 鉄道時計の製造販売を行うボール鉄道標準時計株式会社を設立。
- 1913年 - 40年以上長持ちするケースセーフティ・ボウ（特許取得）を搭載した鉄道時計が登場。
- 1921年10月20日 - ウェブ・C.ボール、鉄道標準時計の普及に貢献したとして、アメリカ時計協会によってその功績を称えられる。

## ボールウォッチ
ボールのビジネスは、クリーブランドを拠点にボール・ウォッチとして成功をおさめ、現在はラ・ショー=ド=フォン, スイスに本社を構える。